# 모가나 킹

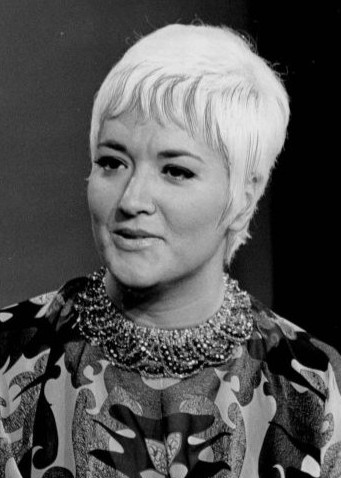

모가나 킹(Morgana King, 1930년 6월 4일 ~ 2018년 3월 22일)는 미국의 가수, 영화배우이다.
팜스프링스에서 사망하였다. 사인은 림프종이다.